# الجدول الزمني لحرب الخليج الثانية
يبدأ الجدول الزمني لحرب الخليج الثانية من 2 أغسطس 1990 حتى 28 فبراير 1991.

## 1990
- 28 - 30 مايو - صدام حسين يصرح «أن الإفراط في الإنتاج النفطي الكويتي والإماراتي هي حرب اقتصادية ضد العراق».
- 15 يوليو - العراق تتهم الكويت بسرقة النفط من حقل الرميلة، أحد الحقول النفطية قرب الحدود الكويتية وتهدد بعمل عسكري.
- 22 يوليو - النظام العراقي يبدأ بنشر جيشه على الحدود العراقية الكويتية وبناء قدراته العسكرية.
- 2 أغسطس - أغلبية القوات العراقية تغزو دولة الكويت، وبدء حرب الخليج الثانية. أصدر مجلس الأمن قرار الأمم المتحدة رقم 661 بفرض حظرٍ تجاري على العراق في تصويت 13-0، امتنعت فيه كوبا واليمن عن التصويت.
- 7 أغسطس - قوات التحالف الدولي لتحرير الكويت تبدأ عملية درع الصحراء.
- 8 أغسطس - صدام حسين يعلن ضم الكويت للعراق.
- 12 أغسطس - بداية الحصار البحري للتحالف الدولي فرضته كل من القوات البحرية الأمريكية والقوات البحرية السعودية والقوات البحرية الفرنسية على الكويت و العراق.
- 28 أغسطس - النظام العراقي يعلن أن الكويت المحافظة 19 وتغيير اسم مدينة الكويت إلى الكاظمية.
- 14 سبتمبر - المملكة المتحدة وفرنسا تعلنان انضمامهما للتحالف الدولي لتحرير دولة الكويت.
- 29 نوفمبر - مجلس الأمن يصدر قرار الأمم المتحدة رقم 678 يحدد مهلة للنظام العراقي للانسحاب من الكويت قبل 15 يناير 1991، أو القيام بعملية عسكرية تجبره على الانسحاب.

## 1991
- 9 يناير - المحادثات في جنيف بين وزير الخارجية الأمريكي جيمس بيكر ووزير الخارجية العراقي طارق عزيز تنتهي دون إحراز تقدم.
- 12 يناير - أصدر الكونغرس الأمريكي قرارًا مشتركًا يجيز استخدام القوة العسكرية لطرد القوات العراقية من الكويت. كانت الأصوات 52-47 في مجلس الشيوخ الأمريكي و250-183 في مجلس النواب الأمريكي. وهي أقرب الفوارق التي تجيز استخدام القوة من قبل الكونغرس منذ حرب عام 1812.
- 15 يناير - بيان الحكومة الأمريكية بخصوص حرب الخليج الثانية.
- 17 يناير - بداية الحملة الجوية الأمريكية السعودية البريطانية المشتركة في تمام الساعة 02:38 بالتوقيت المحلي بهجوم مروحيات الأباتشي مستهدفةً بغداد والكويت العديد من الأهداف العسكرية في العراق.
- 18 يناير - العراق يطلق صواريخ سكود على إسرائيل والسعودية.
- 22 يناير - القوات العراقية تبدأ بإحراق آبار النفط الكويتية للتشويش على الطائرات الحربية الأمريكية والسعودية والبريطانية.
- 25 يناير - القوات العراقية تلقي ملايين الجالونات من النفط الخام في الخليج العربي.
- 29 يناير - القوات العراقية تغزو مدينة الخفجي في السعودية وتدخل في معركة برية ضد القوات السعودية والقطرية.
- 30 يناير - مقتل 11 من القوات الأمريكية بنيران صديقة من قبل سلاح الجو A-10 قرب مدينة الخفجي والذين كانوا يهاجمون سرية دبابات عراقية.
- 1 فبراير - هزيمة القوات العراقية ، وانتصار القوات السعودية والقذربة بمعركة الخفجي وأسر 100 عسكري عراقي.
- 13 فبراير - دمير ملجأ العامرية من قبل الطائرات الحربية الأمريكية والسعودية أدى إلى مقتل أكثر من 400 عراقي من رجال ونساء وأطفال.
- 22 فبراير - الرئيس الأمريكي جورج بوش يعطي مهلة 24 ساعة لانسحاب القوات العراقية من الأراضي الكويتية أو بدء حرب برية.
- 24 فبراير - بداية الحملة البرية لقوات التحالف الدولي في الكويت والعراق في تمام الساعة 04:00 بتوقيت بغداد.
- 25 فبراير - صاروخ سكود عراقي يضرب قاعدة الملك عبد العزيز الجوية في الظهران مخلفًا 28 قتيلاً أمريكيًا.
- 26 فبراير - صدام حسين يعترف بالهزيمة ويأمر القوات العراقية بالانسحاب من الكويت ومقتل 10,000 ضابط وجندي عراقي أثناء عملية الهروب من الكويت بعد أن دمرت قوات التحالف الدولي 1400 آلية تابعة للجيش العراقي في طريقها للبصرة حيث تحول الطريق إلى مسمى طريق الموت.
- 28 فبراير - الرئيس الأمريكي جورج بوش يعلن إيقاف إطلاق النار وتحرير دولة الكويت من الاحتلال العراقي.
- 1 مارس - تفاوض العراق مع السعودية وأمريكا على خطة لوقف إطلاق النار في صفوان.
- 3 مارس - العراق تقبل بشروط وقف إطلاق نار من مجلس الأمن.